# Твртко Канает
Твртко Канает (Бања Лука, 14. април 1900 — Дубровник, 12. октобар 1967) био је југословенски и босанскохерцеговачки географ и редовни професор.

## Биографија
Гимназију је завршио 1919. у Бањој Луци, a студије географије 1923. на Филозофском факултету у Загребу. На ПМФ-у у Љубљани 1953.
одбранио је докторску дисертацију Подвележје и Подвелешци. Радио је 1923–1945. као средњошколски професор у Требињу, Мостару, Осијеку и Сарајеву. Био је 1945–1947. начелник у Министарству просвјете БиХ, а од 1947. професор и директор Више педагошке школе у Сарајеву. Године 1950. прешао је на новоосновани Филозофски факултет у Сарајеву, гдје је водио Катедру за географију. Када се 1960. издвојио ПМФ, предавао је на Одсјеку за географију до пензионисања, 1965. године, у звању редовног професора. Један је од оснивача Географског института (1962) при ПМФ-у. Његова основна научна дјелатност била је усмјерена на подручје физичке географије, посебно на геоморфолошка, геолошка и хидрогеографска истраживања крша. Био је један од оснивача Географског друштва БиХ (1947) и његов предсједник (1960–1964), као и члан редакције његовог гласила „Географски преглед“ (1958–1963). Аутор је двају универзитетских уџбеника, макропедијских прилога о географским подручјима и географији у БиХ у Енциклопедији Југославије 2–3 (1956–1958) и више научних радова, међу којима и прве научне студије о географским регијама у БиХ.

## Важнија дјела
- Привредно-географске области и подручја НР БиХ, III конгрес географа Југославије, Сарајево 1954, 10–22;
- Podveležje i Podvelešci, Sarajevo 1955;
- Biogeografija, Beograd 1955;
- O nekim problemima hidrografije u slivu rijeke Plive, Geografski pregled 3 (Sarajevo 1959) 37–62;
- Matematička geografija, Sarajevo 1963.